# Brampton Bryan Castle
Brampton Bryan Castle er ruinen af en middelalderborg i landsbyen Brampton Bryan i det nordvestlige Herefordshire, England, 50 m syd for floden Teme. Borgen kontrollerede en vigtig rute fra Ludlow langse Teme-dalen til Knighton og videre ind i det centrale Wales.
Det er en listed building af første grad.